# مؤسسة الخليج للاستثمار
مؤسسة الخليج للاستثمار شركة استثمارية تأسست في دولة الكويت في 15 نوفمبر 1983 كشركة خليجية مساهمة برأسمال أولي مدفوع 420 مليون دولار أمريكي. مملوكة بالتساوي لحكومات الدول الست الأعضاء في مجلس التعاون الخليجي، وهي مملكة البحرين، الكويت، سلطنة عمان ودولة قطر والمملكة العربية السعودية ودولة الإمارات العربية المتحدة.
ويتشكل أعضاء مجلس الإدارة من الدول نفسها، إلا أن الإدارة العليا يستحوذ على إدارتها دولة المقر.

## الهدف من إنشائها
أنشئت المؤسسة بهدف التنمية والتنويع الاقتصادي وتطوير الأسواق المالية في شتى أنحاء منطقة مجلس التعاون الخليجي، حيث تقدم مجموعة متنوعة من الفرص المالية للمستثمرين المحليين والعالميين، وساهمت في نجاح شركات القطاع الخاص بمنطقة الخليج عبر مجموعة واسعة من قطاعات الصناعة وتوفير الحلول المبتكرة في المجال الاستثماري.
وقدمت المؤسسة من خلال عمليات الاستثمار المباشر على وجه الخصوص مساهمات كبيرة لاقتصاديات دول مجلس التعاون الخليجي من خلال تطويرها لأهم مبادرات مشاريع الطاقة والمشاريع الصناعية. وعلى مدى تاريخها لأكثر من ثلاثة عقود، قادت المؤسسة أو شاركت في تقديم مبادرات ومشاريع بلغت قيمتها الإجمالية عشرات المليارات من الدولارات، وفي توفير فرص عمل لآلاف الأشخاص في المنطقة نفسها.

## رأس المال والقيمة السوقية
في العام 2009 تمت زيادة إجمالي رأس المال المدفوع إلى 2.1 مليار دولار أمريكي بعد التدرج في الزيادة منذ إنشاء المؤسسة، ولأول مرة في تاريخ مؤسسة الخليج للاستثمار تصل القيمة السوقية لمجموع استثماراتها إلى ما يزيد على 9 مليارات دولار.
وخلال إبريل 2016 أعلنت مؤسسة الخليج للاستثمار نتائج أعمالها عن العام المالي المنتهي في 31 ديسمبر 2015، محققة أرباحا صافية بلغت 110 ملايين دولار أمريكي. و107 مليون في سنة 2018.